# Parayasa affinis
Parayasa affinis är en insektsart som beskrevs av William Lucas Distant. Parayasa affinis ingår i släktet Parayasa och familjen hornstritar. Inga underarter finns listade i Catalogue of Life.